# Wisbech Castle
Wisbech Castle var ett slott i Wisbech, Cambridgeshire i östra England. Slottet byggdes av Vilhelm Erövraren för att förstärka Wisbech 1072. Detta slott förstördes dock av en översvämning 1236 och hur denna byggnad tidigare såg ut är okänt. Reparationer av slottet påbörjades under 1400-talet, men när det blev uppenbart att dessa reparationer var för kostsamma bestämdes det att byggas en helt ny byggnad istället. Byggnationerna påbörjades 1478 under övervakning av John Morton, biskop av Ely, men det var hans efterträdare John Alcock som färdigställde slottet. Biskop John avled senare i slottet år 1500.
Mot slutet av Tudoreran byggdes slottet om till att bli ett ökänt fängelse, i vilket många katoliker satt fängslade under årens gång (katolicismen var nämligen inte en uppskattad religionstro i England vid tillfället). Slottet slutade användas som fängelse under 1627 och byggdes senare om av Joseph Medworth under 1816. I dagsläget ägs byggnaden av Cambridgeshire County Council som använder den som ett så kallat Professional Development Centre, vilket innebär att det går att boka möten och andra privata tillställningar där.